# Medalla de la Reserva de les Forces Armades
La Medalla de Reserva de les Forces Armades (anglès: Armed Forces Reserve Medal - AFRM) és una medalla de servei de les Forces Armades dels Estats Units que existeix des de 1950. La medalla reconeix el servei realitzat pels membres dels components de la reserva i s'atorga tant als oficials com al personal enrolat. La medalla es considera un premi successor de la Medalla de la Reserva Naval i la Cinta de la Reserva del Cos de Marines, que es van suspendre el 1958 i el 1967, respectivament.
Si la medalla s'atorga per períodes de servei, s'acompanya d'un fermall de rellotge de sorra. Depenent de la durada del servei, es porta un rellotge de sorra de bronze, plata, or o bronze i or a la cinta de suspensió i a la cinta de servei, que indica 10, 20, 30 o 40 anys de servei, respectivament.
Si la medalla s'atorga en relació amb una mobilització, s'acompanya d'un fermall "M". Les mobilitzacions posteriors en virtut d'una ordre de convocatòria presidencial no relacionada tenen com a resultat l'ús d'un dispositiu numèric per indicar el nombre de mobilitzacions.
La Medalla de la Reserva de les Forces Armades va ser dissenyada per Thomas Hudson Jones (1892-1969) de l'Institut d'Heràldica.

## Per al servei: el fermall Rellotge de Sorra
A la Reserva de l'Exèrcit i la Guàrdia Nacional, un membre del servei qualifica per a la medalla després de completar un total de deu anys de servei a la reserva activa. Aquest servei pot ser acumulatiu, sempre que els deu anys de servei combinats s'hagin realitzat durant un període de dotze anys consecutius. Els records voluntaris al servei actiu no es compten dins dels deu anys de servei. A més, a diferència de la Medalla de Bona Conducta de la Reserva, l'historial disciplinari d'un membre del servei no és un factor a l'hora d'atorgar la Medalla de Reserva de les Forces Armades. A la Reserva de la Marina, els membres de la Reserva Individual Disponible són elegibles per a la medalla després de 10 anys de servei. Els oficials comissionats amb comissions de reserva que serveixen en servei actiu durant 10 anys o més són elegibles per a la Medalla de Reserva de les Forces Armades.
Els períodes de servei de la Medalla de Reserva de les Forces Armades es denoten mitjançant l'ús del fermall de Rellotge de Sorra. La durada del període pel qual s'atorga la Medalla de Reserva de les Forces Armades s'indica utilitzant un rellotge de sorra de bronze, un rellotge de sorra de plata, un rellotge de sorra d'or o un rellotge de sorra de bronze i or junts.
La presentació inicial de la Medalla de Reserva de les Forces Armades està autoritzada amb el fermall de rellotge de sorra de bronze que denota deu anys de servei de reserva. Als vint anys de servei, el rellotge de sorra s'actualitza a plata i als trenta anys el rellotge de sorra es converteix en or. Per a aquells que compleixin quaranta anys de servei de reserva, es fan servir simultàniament un fermall de rellotge de sorra d'or i bronze. Aquest és l'únic cas en què els rellotges de sorra es porten junts; en tots els altres casos, el fermall de rellotge de sorra s'actualitza al grau següent superior i es fa servir com un únic fermall.
| Tipus       | Fermall de rellotge de sorra | Anys de Servei | Exemple                           |
| ----------- | ---------------------------- | -------------- | --------------------------------- |
| Bronze      |                              | 10             | Bronze Hourglass Device           |
| Plata       |                              | 20             | Silver Hourglass Device           |
| Or          |                              | 30             | Gold Hourglass Device             |
| Bronze i Or |                              | 40             | Bronze and Gold Hourglass Devices |

Abans de l'ordre executiva 13013 emesa el 6 d'agost de 1996, només presentava un fermall de rellotge de sorra de bronze amb el segon i posteriors premis de la Medalla de Reserva de les Forces Armades, com en un rellotge de sorra de bronze durant vint anys de servei, dos rellotges de sorra de bronze per a trenta i tres rellotges de sorra de bronze per a quaranta. L'Ordre executiva 13013 va concedir un rellotge de sorra de bronze després de 10 anys de servei, un rellotge de sorra de plata després de 20 anys de servei i un rellotge de sorra d'or després de 30 anys de servei. El personal donat d'alta o jubilat, abans del canvi dels criteris d'adjudicació del fermall de rellotge de sorra, no és elegible per a una correcció dels registres o una actualització del fermall de rellotge de sorra, ja que el fermall de rellotge de sorra s'hauria presentat originalment segons les especificacions d'adjudicació originals.
| Nombre de fermalls de bronze | Anys de Servei | Exemple |
| ---------------------------- | -------------- | ------- |
| 0                            | 10             |         |
| 1                            | 20             |         |
| 2                            | 30             |         |
| 3                            | 40             |         |

## Per a la mobilització: el fermall "M"
La Medalla de Reserva de les Forces Armades també s'atorga a qualsevol membre de la Reserva o de la Guàrdia Nacional que es mobilitzi involuntàriament per a una operació de contingència sota el títol 10 o el títol 14, o voluntaris per al servei actiu federal durant qualsevol d'aquestes mobilitzacions. En aquests casos, la medalla amb un fermall "M" (per a la mobilització) s'atorguen conjuntament sense tenir en compte el període o antiguitat del servei. El fermall "M" és una "M" de bronze d'un quart de polzada d'alçada (0,63 cm).
Les mobilitzacions posteriors per a una convocatòria d'ordre executiu diferent autoritzen un fermall de numeració ("2", "3", etc.), de vegades anomenat número de premi , per portar-lo amb el fermall "M" inicial a la cinta de servei i la cinta de suspensió. de la medalla. No obstant això, a l'Exèrcit, els desplegaments múltiples per a diferents operacions durant una convocatòria per a la mateixa ordre executiva només qualifiquen per a una única concessió del fermall "M". Per exemple, si un soldat es mobilitzava diverses vegades sota l'Ordre executiva 13223, una vegada per a l'operació ENDURING FREEDOM i dues vegades per a l'operació IRAQI FREEDOM, el soldat només rebria un fermall "M" tot i haver estat mobilitzat tres vegades.
Si no s'autoritza cap fermall "M", el Rellotge de sorra adequat s'ha de col·locar al centre de la cinta. Si no s'autoritza cap Rellotge de sorra, el fermall "M" s'ha de col·locar al centre de la cinta, seguit de números aràbics que indiquen el nombre de vegades que s'ha atorgat el fermall (per exemple, del 2 al 99; no es porta cap número per al primer premi). Si s'atorguen tant el Rellotge de sorra com el fermall "M", els rellotges de sorra es col·locaran en la primera posició de la cinta (a la dreta de l'usuari), el fermall "M" en la posició mitjana i el nombre de vegades que el "" El fermall M" s'ha atorgat a la posició restant (a l'esquerra de l'usuari).

### Operacions autoritzades
La taula següent enumera les operacions militars dels Estats Units designades que han estat aprovades per a l'adjudicació del fermall "M" a l'AFRM, sempre que el membre compleixi altres criteris d'adjudicació designats a DoDM 1348.33, volum 2, Manual de condecoracions i premis militars: Premis de servei del DoD – Medalles de campanya, expedicionàries i de servei. Els departaments militars són responsables de determinar l'elegibilitat individual per al fermall "M" en funció dels criteris d'adjudicació.
| Operacions | Ubicació                    |
| --- | --------------------------- |
| DESERT SHIELD i DESERT STORM | Golf Pèrsic                 |
| RESTORE HOPE | Somàlia                     |
| UPHOLD DEMOCRACY | Haití                       |
| JOINT ENDEAVOR, JOINT GUARD i JOINT FORGE | Bòsnia                      |
| DESERT FOX, NORTHERN WATCH i SOUTHERN WATCH | Golf Pèrsic                 |
| ALLIED FORCE | Kosovo                      |
| NOBLE EAGLE, ENDURING FREEDOM, IRAQI FREEDOM, NEW DAWN, FREEDOM'S SENTINEL i INHERENT RESOLVE | Guerra contra el terrorisme |
| NOTA 1: Diversos períodes de servei durant una contingència designada comptaran com un premi de fermall "M". NOTA 2: Fins i tot si una operació no té un nom oficial però resulta en una crida involuntària al servei actiu, l'AFRM amb fermall "M" està autoritzat. |                             |

## Descripció

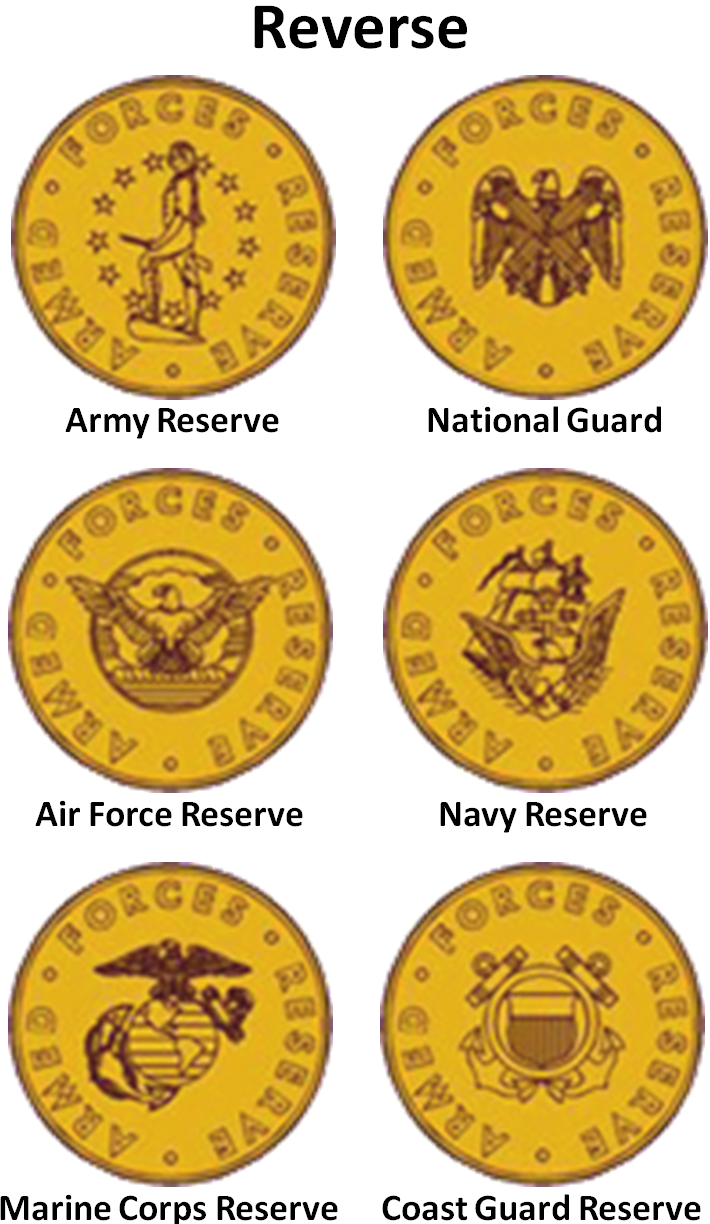

- Anvers: Al centre d'un medalló de bronze d'una polzada i quart de diàmetre (3,175 cm), una torxa encesa davant d'una banya de pólvora creuada i una corneta es mostren dins d'un cercle compost per tretze estrelles i tretze raigs. La corneta representa la crida al deure; la banya de pólvora representa la defensa, i la torxa és símbol de la llibertat. Les tretze estrelles i raigs representen els principis fonamentals sempre preparats sobre els quals es va fundar aquest país.
- Revers: Aquesta medalla existeix en sis configuracions. Tots els revers porten la mateixa inscripció: ARMED FORCES RESERVE (RESERVA DE LES FORCES ARMADES) juntament amb un disseny distintiu que denota el component de servei:[9]
  - Reserva de l'exèrcit: al centre del medalló es mostra una representació de l'Home del Minut envoltat de tretze estrelles. L'Home del Minut representa els milicians que, durant la Guerra de la Independència, estaven disposats a lliurar servei "amb un avís d'un minut". El 19 d'abril de 1775, els homes del minut es trobaven entre els patriotes que van lluitar contra els britànics a Lexington i Concord, disparant "el tret escoltat al voltant del món". Les tretze estrelles representen les colònies originals i, per tant, els Estats Units.
  - Guàrdia Nacional: al centre del medalló es mostra una àguila amb ales desplegades; sobreposats a l'àguila hi ha feixos creuats. Aquest és l'emblema de la Guàrdia Nacional.
  - Reserva de la Força Aèria: al centre del medalló es mostra una àguila amb ales mostrades superposada a una formació de núvols.
  - Reserva Naval: Al centre del medalló es mostra el segell del Departament de Marina.
  - Reserva del Cos de Marines: al centre del medalló es mostra una àguila, un globus i un àncora, que és la insígnia del Cos de Marines.
  - Reserva de la Guàrdia Costera: al centre del es mostra el segell de la Guàrdia Costera.

Cinta
La cinta de la Medalla de la Reserva de les Forces Armades consisteix en un fons de color brillant dividit en dos per una franja central blava. Hi ha tres ratlles blaves addicionals a cada vora, una d'elles formant les ratlles de la vora de la pròpia cinta. Buff i blau es van seleccionar perquè són colors colonials i representen l'esperit dels Homes del minut que van respondre a la crida al servei contra els britànics durant la  Guerra d'Independència.